# Василь Говера
Василь Говера (нар. 11 грудня 1972, Івано-Франківськ) — священник УГКЦ, митрофорний протоієрей, апостольський адміністратор для католиків візантійського обряду в Казахстані та Центральній Азії (з 2019).

## Життєпис
Народився 11 грудня 1972 року в Івано-Франківську в сім'ї Ярослава і Марії. Рідний брат Івана Андрія Говери (*1966), священника УГКЦ, синкела у справах мирян Тернопільсько-Зборівської архієпархії та Йосафата Говери (*1967), єпископа УГКЦ, екзарха луцького. У 1990–1996 роках навчався в греко-католицькій Люблінській вищій духовній семінарії та Люблінському католицькому університеті, де отримав ступінь магістра догматичного богослов'я.
2 березня 1997 року висвячений на священика. Того ж року виїхав на душпастирське служіння для вірних греко-католиків у Казахстан.
З 11 листопада 2002 року був делегатом Конгрегації для східних церков для греко-католиків у Казахстані і Центральній Азії. З 2005 року — митрофорний протоієрей.
1 червня 2019 року, у Ватикані повідомлено про те, що папа Франциск створив Апостольську адміністратуру для католиків візантійського обряду в Казахстані та Центральній Азії з осідком в Караганді. Водночас, він призначив митрофорного протоієрея Василя Говеру апостольським адміністратором цієї церковної територіальної одиниці.
У 2023 року Апостольський адміністратор для вірних візантійського обряду в Казахстані та Центральній Азії о. Василь Говера поширив у соціальних мережах текст декрету від 7 лютого про перехід парафій Адміністратури на новий стиль.